# Carl Aitkaci
Carl Aitkaci, né en 2001, est un nageur français.

## Carrière
Carl Aitkaci est sacré champion de France du 50 et du 100 mètres brasse aux Championnats de France d'hiver de natation 2021 à Montpellier,.